# مارك بونيلا
مارك بونيلا (بالإنجليزية: Marc Bonilla)‏ هو مؤلف موسيقى تصويرية وملحن وعازف قيثارة أمريكي، ولد في 3 يوليو 1955 في مقاطعة كونترا كوستا في الولايات المتحدة.

## وصلات خارجية
- مارك بونيلا على موقع IMDb (الإنجليزية)
- مارك بونيلا على موقع ميوزك برينز (الإنجليزية)
- مارك بونيلا على موقع أول ميوزيك (الإنجليزية)
- مارك بونيلا على موقع ديسكوغز (الإنجليزية)
- مارك بونيلا على موقع قاعدة بيانات الفيلم (الإنجليزية)